# ERT1
ERT1 è un canale televisivo greco edito da ERT, l'azienda radiotelevisiva pubblica in Grecia. Ha iniziato le sue trasmissioni nel 1966 ed è stato il primo canale televisivo in territorio ellenico.

## Storia
Il canale nasce come EIRT il 23 febbraio 1966 e dopo 4 giorni viene affiancato da un secondo canale gestito dalle forze armate, YENED, l'odierna ERT2. Nel 1987 i due canali costituiscono un'unica società, dato che YENED nel 1982 era passato sotto controllo del governo. Nel 1998 ERT1 vede nascere il terzo canale ERT3, improntato su base regionale.
Nell'agosto 2011 il governo Papandreou propone di chiudere il canale e di spostare la sua programmazione tra le altre emittenti pubbliche. Tuttavia l'11 giugno 2013 alle 23:11 il governo annuncia la chiusura ufficiale dell'ERT e la nascita di un nuovo ente pubblico, NERIT: pertanto a partire dal 4 maggio 2014, dopo 10 mesi di frequenze oscurate, il canale è sostituito da NERIT1.
L'11 giugno 2015, due anni esatti dopo la chiusura di ERT1, il governo Tsipras concede la ripristinazione dell'ERT e dei suoi canali. A partire dal giorno seguente ERT1 ritrasmette sulle ceneri di NERIT1.

## Programmi
Serie:
- Misteri di Murdoch
- Agatha Christie's Marple
- Agatha Christie's Poirot
- Seis Hermanas

Gli spettacoli includono:
- First News - Rubrica informativa in onda nei giorni feriali dalle 6 alle 10 del mattino
- Diretto - In onda dalle 10 alle 12
- Notizie ERT - Notizie giornaliere, con notizie nazionali e internazionali. Trasmette alle 6:00, 12:00, 15:00, 18:00, 20:55 pm (notiziario principale) e 00:00. Piccoli notiziari vengono anche mostrati durante la prima mattinata.
- La mia vita, la mia salute : mostra quotidiana sui problemi di salute. In onda alle 17:30 dal lunedì al venerdì.
- Secondo sguardo - Spettacolo informativo con Katerina Akrivopoulou, per tutti gli eventi piccoli e grandi, quando si verificano.
- ERT Focus - Programma di notizie notturno ospitato da Panos Haritos.
- Domenica Sportiva - show sportivo ospitato da Vassilis Bakopoulos, Petros Maurogiannidis e Katerina Anastasopoulou.
- Personalmente - Uno spettacolo che mostra storie di persone straordinarie. Ospitato da Elena Katritsi.
- Time Machine - Un documentario di Christos Vassilopolos, incentrato su grandi eventi storici.
- Varie ricerche mostrano Roads, Special Missions, ERT Report, ecc.

## Loghi

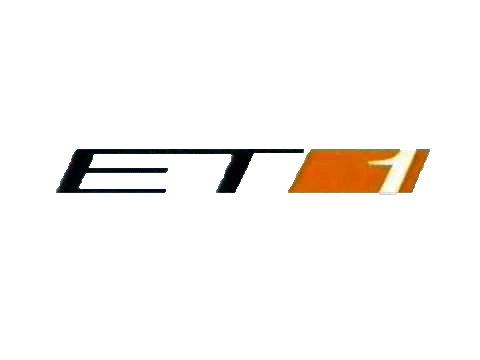
2000 - 22 ottobre 2003
2008 - 11 giugno 2013
11 giugno 2015 - 27 settembre 2020
In uso dal 28 settembre 2020